# Peter Firth
Pour les articles homonymes, voir Firth.
Peter Firth, de son vrai nom  Peter Macintosh Firth, est un acteur britannique né le 27 octobre 1953 à Bradford.
Peter Firth est plus connu sous le nom de Sir Harry Pearce dans la série MI-5 (Spooks).
Il est le seul acteur présent depuis le début de la série.
Il a joué de nombreux rôles pour le cinéma et la télévision depuis les années 1970.

## Biographie

### Jeunesse et formation
Peter Firth est né à Bradford dans le Yorkshire de l'Ouest de Mavis et Éric Macintosh Firth qui eurent aussi une fille (Sheila).

### Vie privée
Il a été marié deux fois, à une danseuse irlandaise avec qui il a eu un enfant, puis à l'actrice Lindsey Readman avec qui il a eu trois autres enfants.
En juillet 2009, il devient Docteur honoris causa de Lettres de l'Université de Bradford pour tout son travail d'acteur. Il reçoit sa récompense des mains du chancelier de l'université.

### Carrière
Jeune garçon, il prenait des cours de théâtre le week-end au Bradford Playhouse, non par envie d'être acteur mais plutôt parce que « les plus jolies filles semblaient être là ». Mais finalement il décide d'abandonner l'école pour devenir acteur, et obtient en 1969 ses premiers rôles dans les séries The Flaxton Boys et L'Autobus à impériale. En 1973, il monte sur scène pour jouer Alan Strang dans la pièce Equus de Peter Shaffer au Royal National Theatre de Londres, puis à Broadway face à Anthony Hopkins. Il n'apprend pas l'art dramatique dans une école mais directement « des plus grands », et notamment de Laurence Olivier, le directeur du Royal National Theatre. Il continuera de jouer pendant 3 ans dans d'autres pièces avec le National Theatre Company.
On lui offre alors ses premiers rôles titres au cinéma mais c'est en 1977 qu'il se fait remarquer en reprenant son rôle d'Alan Strang dans le film Equus, rôle qui lui vaudra une nomination à l'Oscar du meilleur acteur dans un second rôle en 1978. De nombreux rôles lui sont offerts mais il refuse de rentrer dans le star système et de quitter son Yorkshire natal pour s'installer à Hollywood. Malgré cela il tourne avec de grands réalisateurs (Polanski, Attenborough, Spielberg...).
Il continue à jouer dans des productions britanniques et télévisuelles tout au long de sa carrière et en 2002 il obtient le rôle de Harry Pearce, chef du département de contre-espionnage du MI5, dans la série MI-5 qu'il tiendra tout au long de la série.

## Théâtre
Avec le National Theatre Company
- 1973 : Equus dans le rôle d'Alan Strang, Royal National Theatre, Londres
- 1974 : Equus dans le rôle d'Alan Strang, Plymouth Theatre, Broadway, New York
- 1974 : Mesure pour mesure dans le rôle de Lucio, Théâtre Old Vic, Londres
- 1974 : L'Éveil du printemps (Spring Awakening) dans le rôle de Melchior Gabor, Théâtre Old Vic, Londres
- 1974 : Roméo et Juliette dans le rôle de Roméo, Théâtre Old Vic, Londres

Avec d'autres companies
- 1980 : Amadeus dans le rôle de Wolfgang Amadeus Mozart, Broadhurst Theatre, Broadway, New York (en remplacement de Tim Curry)

## Filmographie

### Cinéma
- 1972 : François et le Chemin du soleil de Franco Zeffirelli
- 1973 : Daniele e Maria de Ennio De Concini
- 1976 : Le Tigre du ciel de Jack Gold : Lt. Stephen Croft
- 1977 : Joseph Andrews de Tony Richardson : Joseph Andrews
- 1977 : Equus de Sidney Lumet : Alan Strang
- 1979 : When You Comin' Back, Red Ryder? de Milton Katselas : Stephen Ryder
- 1979 : Tess de Roman Polanski : Angel Clare
- 1982 : Feuer und Schwert - Die Legende von Tristan und Isolde de Veith von Fürstenberg : Dinas
- 1984 : L'Épée du vaillant de Stephen Weeks : Sir Gawain (voix)
- 1984 : White Elephant de Werner Grusch : Peter Davidson
- 1985 : Lifeforce: L'Étoile du mal de Tobe Hooper : Colonel Colin Kane
- 1985 : Bons Baisers De Liverpool de Chris Bernard : Peter
- 1986 : A State of Emergency de Richard C. Bennett : Dr Kenneth Parrish
- 1987 : Born of Fire de Jamil Dehlavi : Paul Bergson
- 1988 : Prisoner of Rio de Lech Majewski : Clive Ingram
- 1989 : Tree of Hands de Giles Foster : Terence
- 1989 : Trouble in Paradise de Robbe De Hert : Adriaan
- 1990 : À la poursuite d'Octobre rouge de John McTiernan : le commissaire politique Ivan Poutine
- 1990 : Burndown de James Allen : Jake Stern
- 1991 : The Pleasure Principle de David Cohen : Dick
- 1993 : El Marido perfecto de Beda Docampo Feijoo : Franz
- 1993 : Les Ombres du cœur de Richard Attenborough : Dr Craig
- 1994 : White Angel de Chris Jones : Leslie Steckler
- 1995 : An Awfully Big Adventure de Mike Newell : Bunny
- 1996 : Merisairas de Veikko Aaltonen : 1er Officier Roald Jensen
- 1996 : Marco Polo: Haperek Ha'aharon de Rafi Bukai : Rusticello
- 1997 : Gaston's War de Robbe De Hert : Major Smith
- 1997 : Amistad de Steven Spielberg : Capitaine Fitzgerald
- 1998 : Mon ami Joe de Ron Underwood : Garth
- 1999 : 50 degrés Fahrenheit de Hugh Johnson : Colonel Andrew Brynner
- 2001 : Pearl Harbor de Michael Bay : Capitaine Mervyn Bennion - USS West Virginia
- 2005 : Un parcours de légende de Bill Paxton : Lord Northcliffe
- 2015 : La Résurrection du Christ de Kevin Reynolds : Ponce Pilate
- 2015 : Spooks: The Greater Good

### Télévision

#### Téléfilms
- 1972 : The Magistrate de Bill Hays diffusé dans BBC Play of the Month : Cis Farringdon
- 1973 : Her Majesty's Pleasure de Barry Dane diffusé dans Play for Today : Arsenic
- 1974 : Diamonds on Wheels de Jerome Courtland : Robert 'Bobby' Stewart
- 1976 : Le Portrait de Dorian Gray de John Gorrie diffusé dans BBC Play of the Month : Dorian Gray
- 1976 : The Lady of the Camellias de Robert Knights : Armand
- 1980 : The Flipside of Dominick Hide de Alan Gibson diffusé dans Play for Today : Dominick Hide
- 1982 : Another Flip for Dominick de Alan Gibson diffusé dans Play for Today : Dominick Hide
- 1983 : The Aerodrome de Giles Foster : Roy
- 1987 : Northanger Abbey de Giles Foster diffusé dans Screen Two : Henry Tilney
- 1990 : Blood Royal: William the Conqueror de Peter Jefferies : William Rufus
- 1990 : The Incident de Joseph Sargent : Geiger
- 1990 : Children Crossing de Angela Pope diffusé dans Screen Two : Joe
- 1991 : The Laughter of God de Tony Bicât diffusé dans Screen Two : Steve Clemant
- 1991 : Une affaire d'honneur de Ken Russell : Major Henry
- 1996 : The Witch's Daughter de Alan Macmillan : Mr Jones
- 1997 : The Garden of Redemption de Thomas Michael Donnelly : Commandant Nazi
- 2000 : The Magicians de Lorraine Senna : Simon Magus
- 2002 : Me & Mrs Jones de Catherine Morshead : Benedict
- 2004 : Hawking de Philip Martin : Sir Fred Hoyle

#### Séries télévisées
- 1969 : How We Used to Live : Urchin (1 épisode)
- 1969 : The Flaxton Boys : Archie Weekes #1 (1969) (13 épisodes)
- 1970 : L'Autobus à impériale : Cap'taine
- 1971 : The Doctors (en) : Charlie Higson (1 épisode)
- 1972 : Prince noir : David Abbott  (1 épisode)
- 1973 : Arthur, roi des Celtes : Corin (1 épisode)
- 1973 : Country Matters : Roger Blackburn / Tommy Adams (2 épisodes)
- 1973 : Scene (1 épisode)
- 1973 : Poigne de fer et séduction : Stephen Douglas (1 épisode)
- 1980 : Bizarre, bizarre : Hardy (1 épisode)
- 1987 : Tickets for the Titanic : Michael  (1 épisode)
- 1991 : Murder in Eden (mini-série) : Kenneth Potter
- 1993 : Les Aventures du jeune Indiana Jones : Stefan (1 épisode)
- 1994 : Anna Lee : Peter Wainwright (1 épisode)
- 1994 : Highlander : Arthur Drake, alias Drakov
- 1994 : Heartbeat : Dr James Radcliffe (7 épisodes)
- 1995 : Resort to Murder (mini-série) : Peter Dennigan
- 1995 : Soldier Soldier : Major Ben Collins (1 épisode)
- 1996 : Band of Gold : Brian Roberts (3 épisodes)
- 1996 : And the Beat Goes On : Francis (3 épisodes)
- 1997 : Kavanagh : Charlie Beck (1 épisode)
- 1997 : The Broker's Man : Alex 'Godzilla' Turnbull (4 épisodes)
- 1997 : Holding On (mini-série) : Mick
- 1998 : Dead Man's Gun : Inspecteur Archibald McCann (1 épisode)
- 1999 : Les Sept Mercenaires : Marshal Walter Bryce (1 épisode)
- 1999 : Fitz : Mitchell Grady (1 épisode)
- 1999 : Total Recall 2070 : Vincent Nagle (3 épisodes)
- 2000 - 2001 : That's Life : Dr Victor Leski (19 épisodes)
- 2002 : The Vice : Keith Beaumont (1 épisode)
- 2002 - 2011 : MI-5 : Harry Pearce
- 2005 : New York, unité spéciale : Dr Preston Blair (saison 6, épisode 12)
- 2006 : Ancient Rome: The Rise and Fall of an Empire : Vespasian (1 épisode)
- 2006 : The Battle for Rome : Vespasian (1 épisode)
- 2011 : South Riding (mini-série) : Anthony Snaith / Alderman Snaith
- 2012 : Un monde sans fin (mini-série) : Comte Roland
- 2013 : Mayday : Alerte maximum : Malcolm
- 2015 : Dickensian : Jacob Marley
- 2018 : Strike Back: Retribution Milos Borisovitch
- 2019 : Obsession

Série Victoria : oncle Cumberland

## Doublage
- 1990 : Bernard et Bianca au pays des kangourous de Hendel Butoy et Mike Gabriel : Red
- 2000 : Star Wars: Force Commander (jeu vidéo): Capitaine Beri Tulon

## Distinctions

### Récompenses
- 1977 : Evening Standard British Film Awards du meilleur espoir masculin pour Equus
- 1978 : Golden Globe du meilleur acteur dans un second rôle pour Equus
- 1979 : Kansas City Film Critics Circle du meilleur acteur dans un second rôle pour Equus

### Nominations
- 1978 : Nommé pour l'Oscar du meilleur acteur dans un second rôle pour Equus
- 2009 : Nommé au Festival de télévision de Monte-Carlo comme meilleur acteur dans une série dramatique pour MI-5